# Саласар, Хосе
Хосе Луис Саласар Родригес (исп. José Luis Zalazar Rodríguez; род. 26 октября 1963, Монтевидео) — уругвайский футболист, выступавший на позиции полузащитника за сборную Уругвая.

## Клубная карьера
Хосе Саласар начинал карьеру футболиста в уругвайском клубе «Пеньяроль», с которым трижды становился чемпионом Уругвая. После чемпионат мира 1986 года в Мексике он стал игроком местной команды «Эстудиантес Текос». В 1987 году Саласар перешёл в испанский «Кадис». 19 сентября того же года он дебютировал в испанской Примере, выйдя на замену в гостевом поединке против «Мальорки». Спустя почти два месяца уругваец забил свой первый гол в главной испанской лиге, отметившись в гостевой игре с «Бетисом».
Затем Саласар играл за «Эспаньол» в Сегунде, а с 1990 года — за «Альбасете», с которым по итогам сезона 1990/91 вышел в Примеру. Уругваец при этом забил 15 мячей. В элитной лиге он продолжил показывать высокую результативность, поражая в том числе ворота мадридского «Реала» и «Барселоны». 11 февраля 1995 года Саласар сделал хет-трик в рамках Примеры, в домашней игре с «Бетисом».
После вылета «Альбасете» из Примеры Саласар провёл сезон 1996/97 за сантандерский «Расинг». В 1997 году полузащитник вернулся на родину, где выступал за клубы «Насьональ» и «Белья Виста». В сезоне 1998/99 уругваец провёл ряд матчей за «Альбасете» в Сегунде, после чего завершил игровую карьеру.

## Карьера в сборной
13 июня 1984 года Хосе Саласар дебютировал за сборную Уругвая в домашнем матче с командой Англии.
Саласар был включён в состав сборной на чемпионат мира 1986 года в Мексике, но сыграл лишь в одном матче, выйдя на замену в поединке группового этапа с Данией.

## Достижения
«Пеньяроль»
- Чемпион Уругвая (3): 1982, 1985, 1986